# Дамфриз, Джонни
Джон Ко́лум Кра́йтон-Стю́арт, 7-й марки́з Бьют (англ. John Colum  Crichton-Stuart, 7th Marquess of Bute, Earl of Dumfries; 26 апреля 1958, Ротсей, Аргайл и Бьют — 22 марта 2021) — британский аристократ и автогонщик, участник чемпионата мира по автогонкам в классе Формула-1 (1986), победитель 24 часов Ле-Мана (1988).
Он носил титул учтивости — граф Дамфриз с 1958 по 1993 год. Он не использовал свой титул и предпочитал быть известным исключительно как Джон Бьют, хотя ранее его звали Джонни Дамфрис до его вступления в маркизат. Семейный дом — Маунт-Стюарт-Хаус на острове Бьют. Он учился в колледже Амплфорт, как и его отец и большинство мужчин-членов семьи Крайтон-Стюарт, но не закончил обычные пять лет обучения.

## Биография
Бьют родился 26 апреля 1958 года в Ротсее, Аргайл и Бьют, в одной из старейших аристократических семей Шотландии. Старший сын Джона Крайтона-Стюарта, 6-го маркиза Бьюта (1933—1993), Беатрис Николы Грейс Уэлд-Форестер (род. 1933), потомок премьер-министра Великобритании. Бьют был наследником большого состояния, отказался от дорогостоящего образования в колледже Амплфорт и начал заниматься автогонками.
В 1983 году дебютировал в британской Формуле-3, на следующий год стал чемпионом Великобритании в Формуле-3. В 1985 году провёл полный сезон в Формуле-3000 и подписал контракт основного пилота команды Формулы-1 «Лотус» на 1986 год. Несмотря на набранные в дебютном сезоне очки, выглядел гораздо слабее своего напарника Айртона Сенны и продолжать карьеру в Формуле-1 не стал. В 1987 году был тест-пилотом команды «Бенеттон», параллельно соревнуясь в гонках спортивных автомобилей. В 1988 году выиграл гонку «24 часа Ле-Мана» за рулём автомобиля «Ягуар» команды TWR.

## Богатство
22 июля 1993 года после смерти своего отца Джон Колум Крайтон-Стюарт унаследовал титул 7-го маркиза Бьюта, а также остальные родовые титулы и владения.
Бьют занял 616-е место в списке богатых людей Sunday Times за 2008 год, его состояние оценивается в 125 миллионов фунтов стерлингов. В списке 2006 года он занял 26-е место в Шотландии с 122 миллионами фунтов стерлингов.
Он жил со своей семьей в Лондоне и в родовом поместье Маунт-Стюарт-хаус, в 5 милях (8,0 км) к югу от Ротсея на острове Бьют. В декабре 2020 года ему было предъявлено обвинение в нарушении правил COVID-19 за то, что он якобы путешествовал с другими людьми в свой дом на острове Бьют.
В 2007 году другой семейный дом Дамфрис-хаус в Камноке, графство Эршир, был продан нации за 45 миллионов фунтов стерлингов.
Скончался от рака в марте 2021 года.

## Браки и дети
В 1984 году Джон Колум Крайтон-Стюарт женился первым браком на Кэролин Э. Р. М. «Фредди» Уодделл, дочери Роберта Брайсона Уодделла (1915—1976) и жены Роуз Тайссенс. Они развелись в 1993 году. У них было трое детей:
- Леди Кэролайн Крайтон-Стюарт (род. 26 сентября 1984)
- Леди Кэтлин Крайтон-Стюарт (род. 14 сентября 1986)
- Джон Брайсон Крайтон-Стюарт, 8-й маркиз Бьют (род. 21 декабря 1989)

13 февраля 1999 года он женился во второй раз на модельере Серене Солитер Венделл, бывшей жене Роберта Де Лиссера, сестре Франчески Венделл (? — 2005) и дочери Джейса Венделла (ок. 1924—2005), майора Гренадерского гвардейского полка, и жены Антеи Перонель Максвелл-Хислоп (род. 1931), внучке по материнской линии Хью Джона Максвелла-Хислопа, майора Аргайл-сатерлендского хайлендского полка. У них был один ребёнок:
- Леди Лола Аффрика Крайтон-Стюарт (род. 23 июня 1999).

## Результаты гонок в Формуле-1
| Легенда к таблице |                                                                    |
| --- | ------------------------------------------------------------------ |
| В таблице перечислены результаты всех Гран-при Формулы-1, в которых принимал участие гонщик. Строками таблицы являются сезоны, столбцами — этапы чемпионата мира. В каждой клетке указаны сокращённое название этапа и результат, дополнительно обозначенный цветом. Расшифровка обозначений и цветов представлена в нижеследующей таблице. |                                                                    |
| \| Пример \| Описание \| \| ------------ \| ------------------------------------------------------------------ \| \| 1 \| Победитель \| \| 2 \| Второе место \| \| 3 \| Третье место \| \| 5 \| Финишировал, заработав очки \| \| Сход \| Не финишировал, но при этом заработал очки \| \| 12 \| Финишировал, не получив очков \| \| НКЛ \| Финишировал, но не попал в финальную классификацию \| \| 15 \| Участвовал вне зачёта, либо по отдельной классификации \| \| 18 \| Не финишировал, но попал в финальную классификацию \| \| Сход \| Не финишировал \| \| НКВ \| Не прошёл квалификацию \| \| НПКВ \| Не прошёл предквалификацию \| \| ДСК \| Дисквалифицирован \| \| ИСК \| Исключён из протокола соревнований \| \| ТТ \| Заявлен для участия только в тренировках \| \| НС \| Участвовал в квалификации, но не стартовал в гонке \| \| Т \| Травмирован или болен \| \| ОТК \| Отказ от участия \| \| НТР \| Прибыл на соревнования, но на трассу не выезжал \| \| НПР \| Был заявлен в числе участников, но не прибыл к началу соревнований \| \| О \| Соревнования отменены \| \| \| Не участвовал \| \| Поул-позиция \| \| \| Быстрый круг \| \| |                                                                    |
| Пример | Описание                                                           |
| 1 | Победитель                                                         |
| 2 | Второе место                                                       |
| 3 | Третье место                                                       |
| 5 | Финишировал, заработав очки                                        |
| Сход | Не финишировал, но при этом заработал очки                         |
| 12 | Финишировал, не получив очков                                      |
| НКЛ | Финишировал, но не попал в финальную классификацию                 |
| 15 | Участвовал вне зачёта, либо по отдельной классификации             |
| 18 | Не финишировал, но попал в финальную классификацию                 |
| Сход | Не финишировал                                                     |
| НКВ | Не прошёл квалификацию                                             |
| НПКВ | Не прошёл предквалификацию                                         |
| ДСК | Дисквалифицирован                                                  |
| ИСК | Исключён из протокола соревнований                                 |
| ТТ | Заявлен для участия только в тренировках                           |
| НС | Участвовал в квалификации, но не стартовал в гонке                 |
| Т | Травмирован или болен                                              |
| ОТК | Отказ от участия                                                   |
| НТР | Прибыл на соревнования, но на трассу не выезжал                    |
| НПР | Был заявлен в числе участников, но не прибыл к началу соревнований |
| О | Соревнования отменены                                              |
| | Не участвовал                                                      |
| Поул-позиция |                                                                    |
| Быстрый круг |                                                                    |

| Сезон | Команда | Шасси     | Двигатель | Ш | 1     | 2        | 3        | 4       | 5        | 6        | 7     | 8        | 9     | 10       | 11    | 12       | 13       | 14    | 15       | 16    | Место | Очки |
| ----- | ------- | --------- | --------- | - | ----- | -------- | -------- | ------- | -------- | -------- | ----- | -------- | ----- | -------- | ----- | -------- | -------- | ----- | -------- | ----- | ----- | ---- |
| 1986  | Лотус   | Лотус 98T | Рено      | G | БРА 9 | ИСП Сход | САН Сход | МОН НКВ | БЕЛ Сход | КАН Сход | ДЕТ 7 | ФРА Сход | ВЕЛ 7 | ГЕР Сход | ВЕН 5 | АВТ Сход | ИТА Сход | ПОР 9 | МЕК Сход | АВС 6 | 13    | 3    |